# Белла-Виста (Арканзас)
Белла-Виста (англ. Bella Vista, Arkansas) — город, расположенный в округе Бентон (штат Арканзас, США) с населением в 25 219 человек по данным переписи 2008 года.
Во время проведения всеобщей переписи 2000 года Белла-Виста имела статус статистически обособленной местности с населением в 16 582 человека и считалась крупнейшей неинкорпорированной территорией в штате Арканзас. В ноябре 2006 года жители проголосовали за включение территории в округ и образование собственного самоуправления (муниципалитета).
Белла-Виста имеет два почтовых индекса: 72714 для восточной части города и 72715 — для западной.

## География
По данным Бюро переписи населения США город Белла-Виста имеет общую площадь в 171,98 квадратных километров, из которых 169,9 кв. километров занимает земля и 2,07 кв. километров — вода. Площадь водных ресурсов округа составляет 1,2 % от всей его площади.
Город Белла-Виста расположен на высоте 315 метров над уровнем моря.

## Природа
В окрестностях Белла-Висты расположены восемь озёр, все они не являются общедоступными в определённом смысле этого слова — проводить отдых на их территориях могут лишь жители города и их гости. Озёра «Энн», «Уиндсор» и «Лох-Ломонд» используются в-основном для активного спортивного отдыха, на озёрах «Авалон» «Норвуд» и «Рейбёрн» разрешена рыбалка без каких-либо ограничений по лову, однако рыбаки должны иметь соответствующие лицензии властей Арканзаса на разрешение ловить рыбу в озёрах Белла-Висты.

### Озёра
- Площадь поверхности озера Энн составляет 0,455 квадратных километров, средняя глубина — 16,3 метров. Разрешены некоторые водные виды спорта, включая катание на водных лыжах.
- Озеро Уиндсор занимает площадь в 0,89 км² и является вторым по величине озера в Белла-Висте. Максимальная глубина составляет 24,2 метров. На озере разрешены все водные виды спорта, кроме катания водных лыжах.
- Крупнейшим озером на территории Белла-Висты является «Лох-Ломонд», площадь поверхности которого составляет 1,93 км², а максимальная глубина — 24 метра. Разрешены все водные виды спорта, включая катание на водных лыжах; работает пункт проката лодок.
- Площадь поверхности озера «Авалон» составляет 270 000 м², максимальная глубина — 15 метров. Разрешена рыбная ловля без ограничений.
- Озеро Бриттани занимает 140 000м², максимальная глубина водоёма — 23 метра.
- «Норвуд» расположено к северу от Белла-Висты и также занимает площадь в 140 000 м² с глубиной в 23 метра.

сила озера.
- На озере «Рейбёрн» работает несколько пляжей и пункт проката катеров «Лейксайд-Драйв». Площадь озера составляет 190 000 м², максимальная глубина — 18 метров.
- Озеро «Белла-Виста» расположено неподалёку от автомагистрали US-71, занимает площадь в 89 000 и имеет небольшую глубину — всего 2,4 метра. Поскольку официально озеро находится на территории соседнего города Бентонвилл, на него не распространяются ограничения до доступу, которые действуют для других озёр в окрестностях Белла-Виста.

## Демография
По данным переписи населения 2008 года в Белла-Висте проживало 25 219 человек, 6004 семьи, насчитывалось 7818 домашних хозяйств и 8854 жилых дома. Средняя плотность населения составляла около 96,4 человек на один квадратный километр. Расовый состав Белла-Висты по данным переписи распределился следующим образом: 97,87 % — белых, 0,18 % — чёрных или афроамериканцев, 0,69 % — коренных американцев, 0,18 % — азиатов, 0,18 % — выходцев с тихоокеанских островов, 0,78 % — представителей смешанных рас.
Испаноговорящие составили 1,01 % от всех жителей города.
Из 7818 домашних хозяйств в 13,5 % — воспитывали детей в возрасте до 18 лет, представляли собой совместно проживающие супружеские пары, в 3,2 % семей женщины проживали без мужей, 23,2 % не имели семей. 20,5 % от общего числа семей на момент переписи жили самостоятельно, при этом 13,3 % составили одинокие пожилые люди в возрасте 65 лет и старше. Средний размер домашнего хозяйства составил 2,10 человек, а средний размер семьи — 2,38 человек.
Население города по возрастному диапазону по данным переписи 2000 года распределилось следующим образом: 12,3 % — жители младше 18 лет, 3,0 % — между 18 и 24 годами, 16,4 % — от 25 до 44 лет, 26,3 % — от 45 до 64 лет и 41,9 % — в возрасте 65 лет и старше. Средний возраст жителей составил 61 год. На каждые 100 женщин в Белла-Висте приходилось 92,5 мужчин, при этом на каждые сто женщин 18 лет и старше приходилось 90,9 мужчин также старше 18 лет.
Средний доход на одно домашнее хозяйство в городе составил 44 090 долларов США, а средний доход на одну семью — 48 233 доллара. При этом мужчины имели средний доход в 34 547 долларов США в год против 24 690 долларов среднегодового дохода у женщин. Доход на душу населения в городе составил 25 406 долларов в год. 1,5 % от всего числа семей в округе и 2,5 % от всей численности населения находилось на момент переписи населения за чертой бедности, при этом 3,5 % из них были моложе 18 лет и 1,0 % — в возрасте 65 лет и старше.